# Équipe cycliste Van Rysel-Roubaix

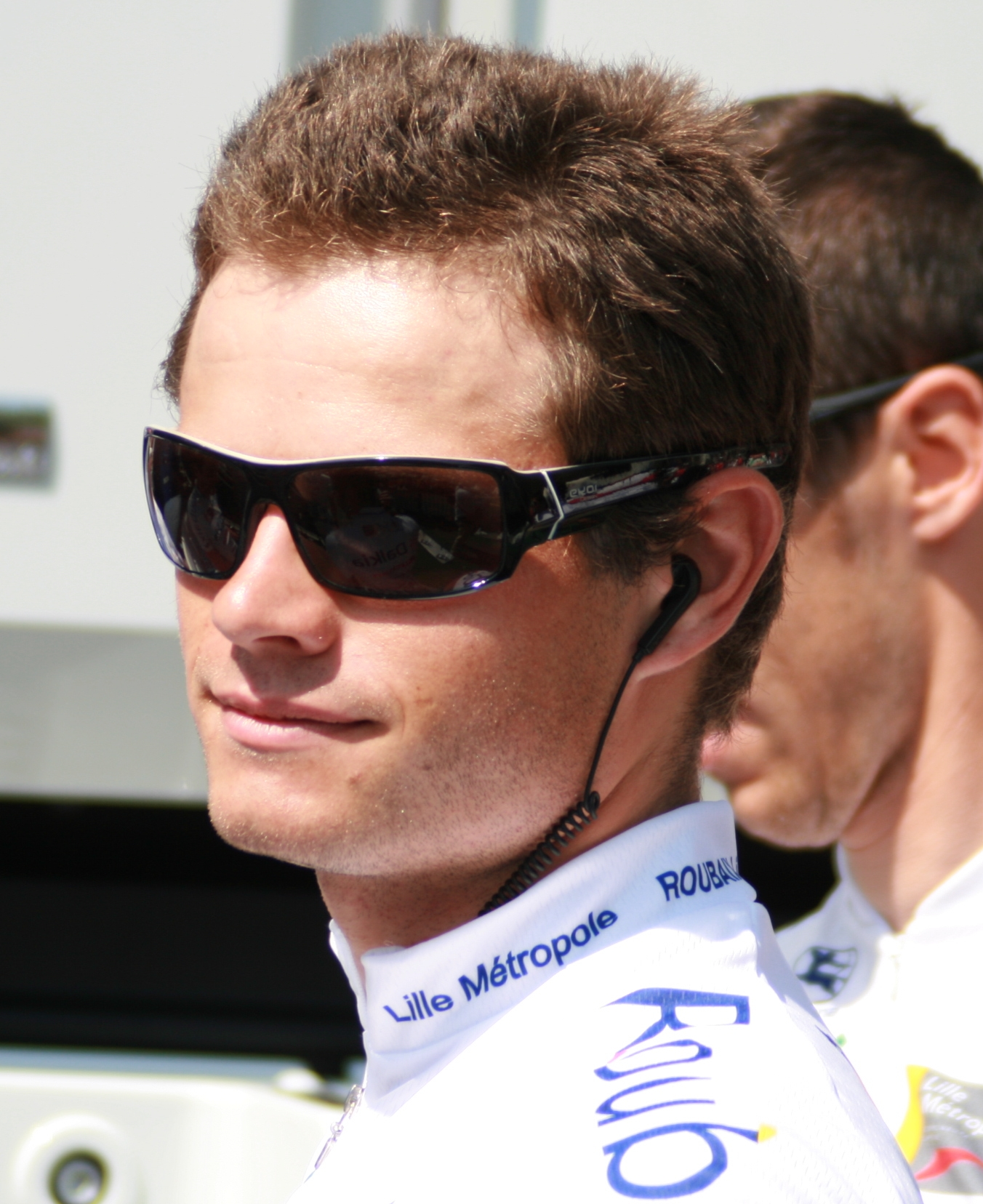
Steven Tronet lors des Quatre Jours de Dunkerque 2008.

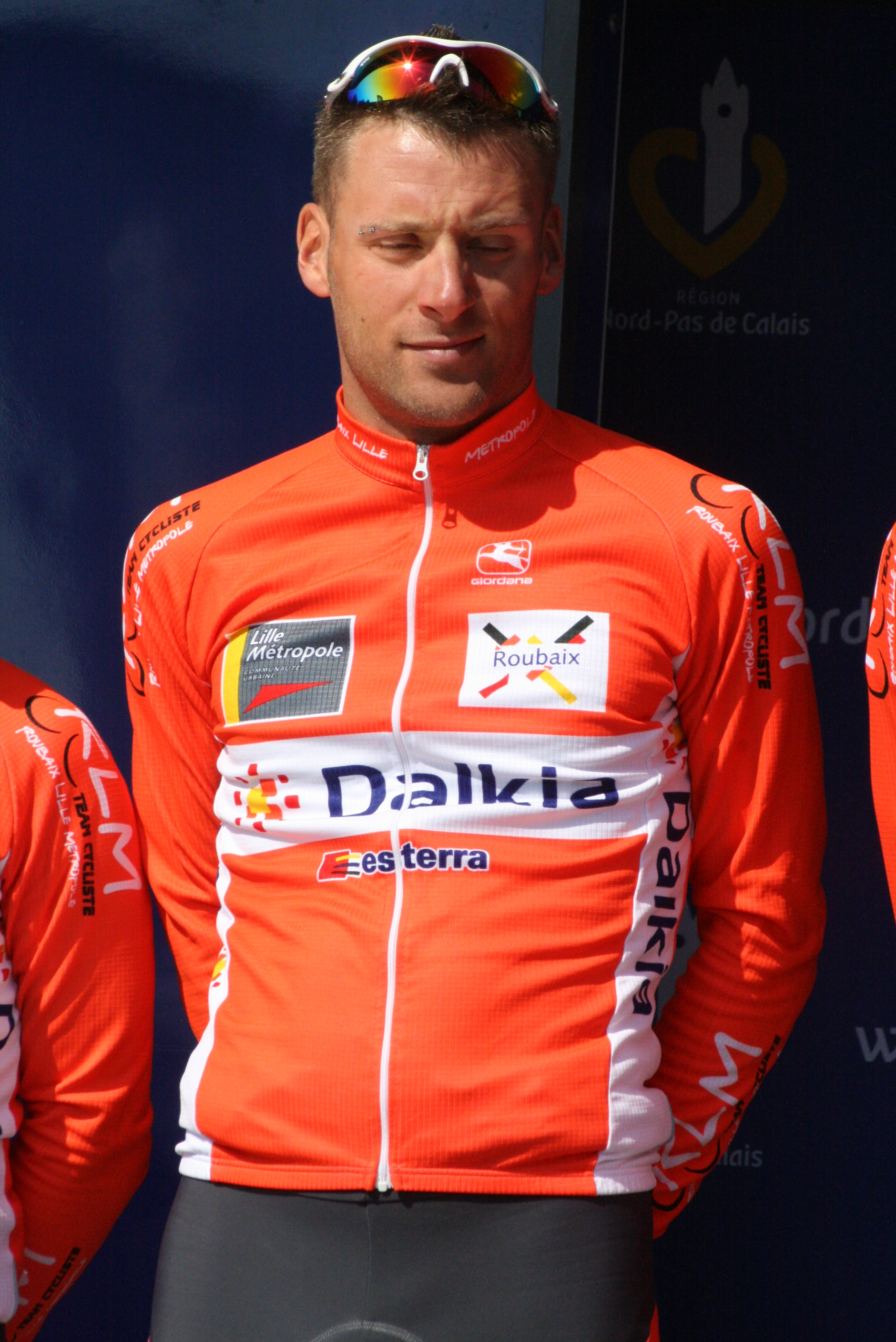
Anthony Colin lors des Quatre Jours de Dunkerque 2011.

Pour les articles homonymes, voir Roubaix (homonymie).
L'équipe cycliste Van Rysel-Roubaix est une équipe cycliste professionnelle. Lancée en 2007 par le Vélo Club de Roubaix, elle fait partie des équipes continentales. Elle est dirigée par Frédéric Delcambre.

## Histoire de l'équipe

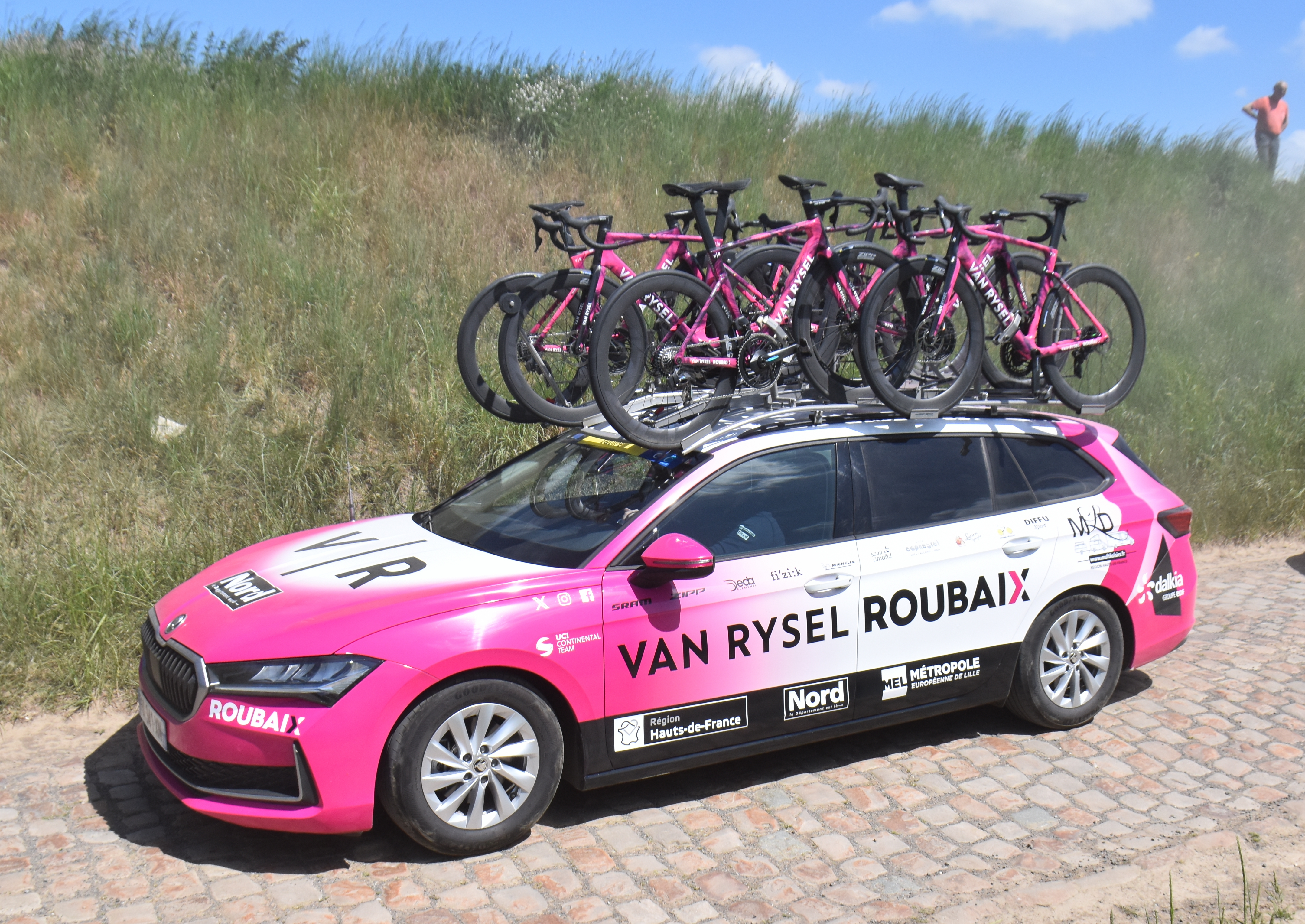
Véhicule Van Rysel-Roubaix lors des Quatre Jours de Dunkerque 2025

L'équipe Roubaix Lille Métropole est créée en 2007 par le Vélo Club de Roubaix. L'effectif est composé de 11 coureurs. Parmi eux, huit signent leur premier contrat professionnel, dont Yauheni Hutarovich et Cédric Pineau. Ils sont accompagnés de trois coureurs expérimentés : Ludovic Capelle, David Derepas et Frédéric Finot. Hutarovich montre très rapidement des capacités au sprint en remportant notamment une étape sur le Tour du Poitou-Charentes. Il décroche, pour 2008, un contrat dans l'équipe La Française des Jeux de Marc Madiot. Cédric Pineau, vainqueur de Troyes-Dijon, décroche lui aussi son ticket pour le Pro Tour et rejoint en 2008 l'équipe AG2R La Mondiale de Vincent Lavenu.
En 2008, les jeunes espoirs français Pierre Cazaux et Florian Vachon rejoignent l'équipe ainsi que les expérimentés Jean-Marc Bideau et Aivaras Baranauskas. Cependant, l'équipe ne décroche qu'une seule victoire dans le calendrier international, sur la Ronde de l'Oise avec Steven Tronet.
Lors de l'année 2009, le Belge Gil Suray et l'espoir français Fabien Taillefer rejoignent l'équipe. Celle-ci perd, en fin de saison le Basque Pierre Cazaux qui rejoint pour 2010 la FDJ. Il aura été très en vue en 2010 s'échappant notamment lors du Grand Prix de Fourmies en compagnie de l'Ukrainien Ruslan Pidgornyy.
En 2010, le coureur Mickaël Larpe est contrôlé positif à l'EPO lors de Cholet-Pays de Loire et est mis en garde à vue avec plusieurs personnes soupçonnées d'être impliquées dans un trafic de produits dopants. L'équipe obtient six victoires sur la route ainsi que deux titres lors des championnats de France grâce à Matthieu Boulo en cyclocross et Morgan Kneisky sur la piste.
Pour la saison 2011, après une année avec l'équipe ukrainienne ISD et une victoire lors du Grand Prix de Denain, le sprinteur nordiste Denis Flahaut rejoint l'équipe. Il s'impose deux fois. Benoît Daeninck, après deux saisons dans l'équipe, reprend son emploi de CRS et, par la même occasion, sa place au CC Nogent-sur-Oise.
En 2012, Pierre Drancourt, membre en 2011 de l'ESEG Douai repasse professionnel après avoir couru par le passé chez Bouygues Telecom. L'équipe peut aussi compter sur le jeune prometteur Fabien Schmidt, stagiaire fin 2011 chez FDJ et vainqueur du Paris-Tours espoirs en fin de saison 2011. Roubaix Lille Métropole gagne deux fois sur la route par l'intermédiaire de Morgan Kneisky et Fabien Schmidt.

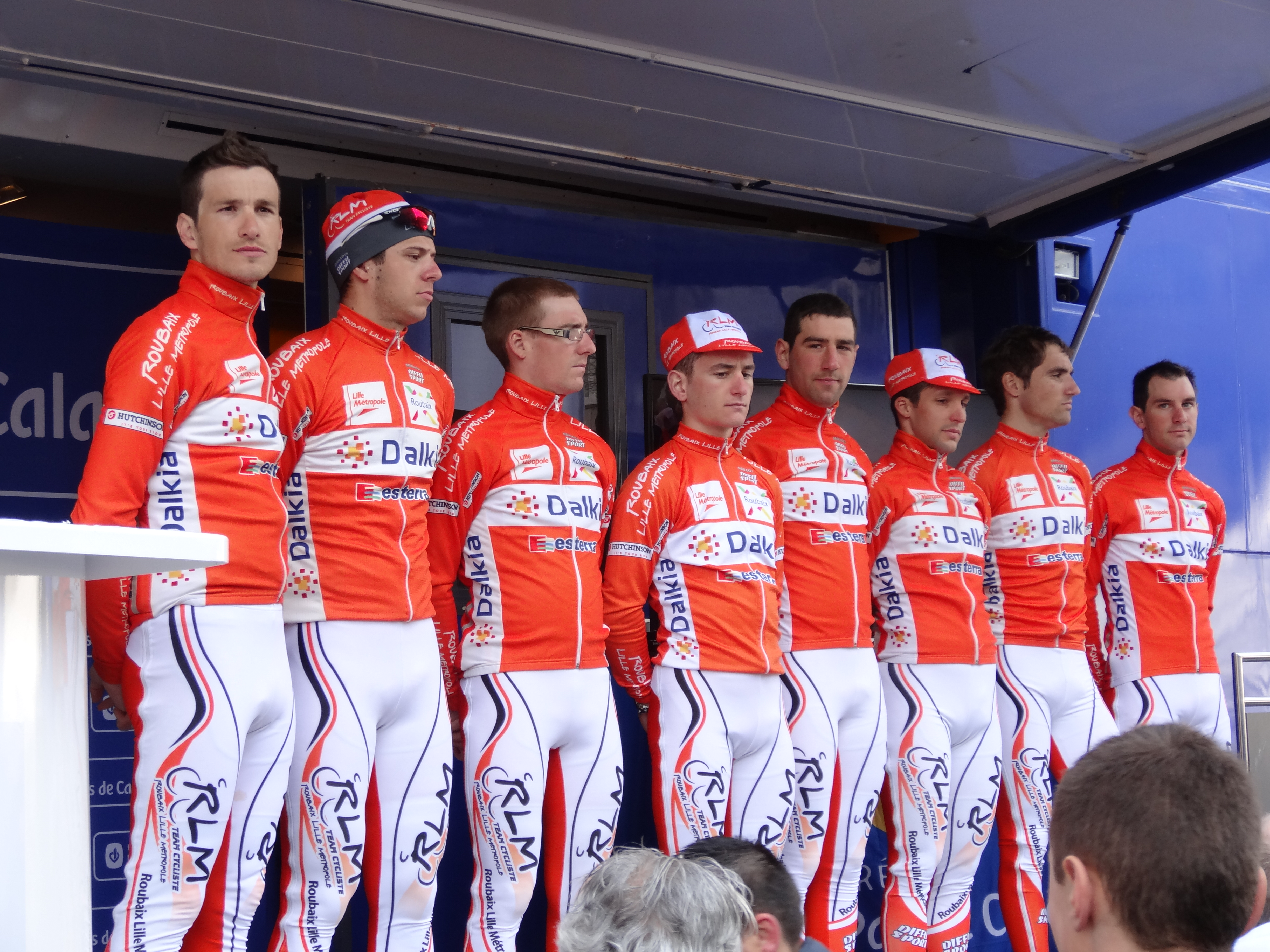
Kévin Lalouette, Maxime Le Montagner, Matthieu Boulo, Rudy Kowalski, Julien Duval, Cyrille Patoux, Loïc Desriac et Morgan Kneisky lors de la 1re étape des Quatre Jours de Dunkerque 2013 à Dunkerque.

L'année 2013 commence en fanfare pour la formation roubaisienne puisque le néo-professionnel Julien Duval et son coéquipier Morgan Kneisky deviennent champions de France de l'américaine en janvier sur le nouveau vélodrome de la ville. Kneisky obtient également un second titre de champion du monde à Minsk en Biélorussie moins de deux mois plus tard. La saison sur route de l'équipe continentale se déroule moins bien pour les  hommes de Cyrille Guimard et Francis Van Londersele qui n'engrangent qu'une seule victoire lors de la première étape de la Ronde de l'Oise grâce au Breton Maxime Le Montagner.
Pour préparer l'année 2014, l'équipe se sépare de plusieurs coureurs dont Matthieu Boulo et Morgan Kneisky. Elle fait signer un contrat à trois coursiers belge, Timothy Dupont, Baptiste Planckaert et Maxime Vantomme. Les dirigeants nordistes embauchent aussi quelques jeunes français comme Jimmy Turgis et Romain Pillon.
Pour la saison 2015, Gilles Pauchard remplace Francis Van Londersele au poste de directeur sportif.
En mars 2016, Rudy Barbier apporte deux victoires à l'équipe : il remporte tout d'abord Paris-Troyes devant le Belge Baptiste Planckaert puis gagne également au sprint la manche de Coupe de France Cholet-Pays de Loire devançant de nouveau le coureur belge. Au cours de cette année, des dissensions apparaissent entre la direction de l'équipe et la mairie de Roubaix. Il est notamment reproché à Jean-Charles Cannone de n'avoir pas su élargir les ressources financières au-delà des subventions publiques et de l'entreprise Dalkia, et « d’avoir vidé le club de forces vives (jeunes, amateurs), au profit des pros ». En septembre, Jean-Charles Canonne démissionne de la présidence « dans l'intérêt du club ». Il est remplacé par une équipe intérimaire composée d'Alain Bernard, vice-président de la Métropole européenne de Lille, François Migraine, président de l'entreprise Cofidis et fondateur de l'équipe du même nom, Alain Bondue, ancien coureur du club et ancien dirigeant de l'équipe Cofidis, et Daniel Verbrackel.
Lors des saisons 2019 et 2020, Natura4Ever devient sponsor principal de l'équipe. En 2021, le sponsor est renommé Xelliss. Elle réalise alors la pire saison de son existence selon son manager Daniel Verbrackel, ce qui amène de nombreux changements au sein de l'effectif en 2022.
En décembre 2021, le milliardaire Wilhelm Hubner est élu président du Vélo Club de Roubaix. Il emmène avec lui un nouveau sponsor principal, Go Sport, qui s'engage à compter de 2022, avec un contrat de 1,5 million d'euros sur trois ans. Cependant, Go Sport est en difficultés financières et aucun versement n'est effectué auprès du club. En janvier 2023, l'enseigne est placé en redressement judiciaire. L'équipe Go Sport-Roubaix Lille Métropole se retrouve en difficultés et doit limiter ses dépenses et ainsi diminuer son programme de courses pour tenir jusqu'au mois de mai et les Quatre Jours de Dunkerque, la course la plus importante de la saison pour l'équipe. Le 15 mai, la veille du début de la course, l'équipe annonce l'arrivée de Van Rysel, marque du groupe Decathlon comme nouveau sponsor titre. L'équipe est renommée Van Rysel-Roubaix Lille Métropole.

## Principales victoires

### Championnats du monde
- Championnat du monde de l'américaine en 2013 (Morgan Kneisky)

### Championnats d'Europe
Cyclisme sur piste
- Championnat d'Europe de poursuite par équipes en 2022 (Thomas Boudat, Thomas Denis et Valentin Tabellion)

VTT
- Championnat d'Europe de VTT beach race en 2021 (Samuel Leroux)

### Courses d'un jour
- Paris-Troyes : Cédric Pineau (2010) et Rudy Barbier (2016)
- Grand Prix de Lillers-Souvenir Bruno Comini : Benoît Daeninck (2010), Denis Flahaut (2011) et Emmanuel Morin (2024)
- Grand Prix de la ville de Pérenchies : Anthony Colin (2011), Emiel Vermeulen (2021) et Rait Ärm (2023)
- Le Samyn : Maxime Vantomme (2014)
- Kattekoers : Baptiste Planckaert (2015)
- Paris-Chauny : Maxime Vantomme (2015) et Dieter Bouvry (2016)
- Grand Prix Cholet-Pays de la Loire : Rudy Barbier (2016)
- Grand Prix de la ville de Nogent-sur-Oise : Julien Antomarchi (2018) et Emiel Vermeulen (2019)
- Circuit du Pays de Waes : Samuel Leroux (2024)

### Courses par étapes
- Ronde de l'Oise : Steven Tronet (2010)
- Paris-Arras Tour : Maxime Vantomme (2014)
- Boucles de la Mayenne : Thibault Ferasse (2019)
- Tropicale Amissa Bongo : Jordan Levasseur (2020)
- Tour d'Estonie : Evaldas Šiškevičius (2022)
- Tour d'Eure-et-Loir : Samuel Leroux (2022)

### Championnats nationaux
- Championnats d'Estonie sur route : 1
  - Course en ligne : 2024 (Norman Vahtra)
- Championnats de France sur route : 1
  - Course en ligne espoirs : 2009 (Alexandre Lemair)
- Championnats de France sur piste : 17
  - Poursuite individuelle : 2013 (Julien Duval)
  - Poursuite par équipes : 2010 et 2011 (Benoît Daeninck), 2021 (Valentin Tabellion), 2023 (Thomas Boudat, Thomas Denis et Valentin Tabellion)
  - Course aux points : 2010 (Morgan Kneisky) et 2011 (Benoît Daeninck)
  - Demi-fond : 2007 (David Derepas) et 2011 (Benoît Daeninck)
  - Américaine : 2010 (Benoît Daeninck), 2013 (Morgan Kneisky et Julien Duval), 2021 (Valentin Tabellion et Thomas Denis), 2023 et 2024 (Valentin Tabellion et Thomas Boudat)
  - Omnium : 2023 et 2024 (Valentin Tabellion)
  - Élimination : 2023 (Thomas Boudat)
- Championnats de France de cyclo-cross : 1
  - Espoirs : 2011 (Matthieu Boulo)
- Championnats de France de VTT : 3
  - Beach race : 2019, 2021 et 2022 (Samuel Leroux)

## Classements UCI
L'équipe participe à des épreuves de l'UCI Europe Tour. Le tableau ci-dessous présente les classements de l'équipe sur ce circuit, ainsi que son meilleur coureur au classement individuel.
UCI Africa Tour
| UCI Africa Tour | UCI Africa Tour        | UCI Africa Tour                           | UCI Africa Tour |
| Année           | Classement par équipes | Meilleur coureur au classement individuel |                 |
| --------------- | ---------------------- | ----------------------------------------- | --------------- |
| 2008            | 17e                    | Jean-Marc Bideau (137e)                   |                 |
|                 |                        |                                           |                 |
| Source : UCI    |                        |                                           |                 |

UCI Europe Tour
| UCI Europe Tour | UCI Europe Tour        | UCI Europe Tour                           | UCI Europe Tour |
| Année           | Classement par équipes | Meilleur coureur au classement individuel |                 |
| --------------- | ---------------------- | ----------------------------------------- | --------------- |
| 2007            | 55e                    | Yauheni Hutarovich (115e)                 |                 |
| 2008            | 59e                    | Paul Moucheraud (371e)                    |                 |
| 2009            | 45e                    | Florian Vachon (197e)                     |                 |
| 2010            | 15e                    | Cédric Pineau (11e)                       |                 |
| 2011            | 39e                    | Steven Tronet (164e)                      |                 |
| 2012            | 48e                    | Fabien Schmidt (197e)                     |                 |
| 2013            | 63e                    | Julien Duval (199e)                       |                 |
| 2014            | 16e                    | Baptiste Planckaert (38e)                 |                 |
| 2015            | 18e                    | Baptiste Planckaert (12e)                 |                 |
| 2016            | 23e                    | Rudy Barbier (28e)                        |                 |
| 2017            | 23e                    | Jérémy Leveau (109e)                      |                 |
| 2018            | 40e                    | Julien Antomarchi (167e)                  |                 |
| 2019            | 32e                    | Pierre Barbier (240e)                     |                 |
| 2020            | 34e                    | Jordan Levasseur (226e)                   |                 |
| 2021            | 41e                    | Emiel Vermeulen (424e)                    |                 |
| 2022            | 20e                    | Evaldas Šiškevičius (244e)                |                 |
|                 |                        |                                           |                 |
| Source : UCI    |                        |                                           |                 |

Depuis 2016, l'équipe est également classée au Classement mondial UCI qui prend en compte toutes les épreuves UCI et concerne toutes les équipes UCI.
| Classement mondial | Classement mondial     | Classement mondial                        | Classement mondial |
| Année              | Classement par équipes | Meilleur coureur au classement individuel |                    |
| ------------------ | ---------------------- | ----------------------------------------- | ------------------ |
| 2016               | -                      | Rudy Barbier (114e)                       |                    |
| 2017               | -                      | Jérémy Leveau (254e)                      |                    |
| 2018               | -                      | Julien Antomarchi (331e)                  |                    |
| 2019               | 57e                    | Pierre Barbier (294e)                     |                    |
| 2020               | 58e                    | Jordan Levasseur (276e)                   |                    |
| 2021               | 68e                    | Emiel Vermeulen (527e)                    |                    |
| 2022               | 41e                    | Evaldas Šiškevičius (303e)                |                    |
| 2023               | -                      | Norman Vahtra (522e)                      |                    |
| 2024               | 51e                    | Emmanuel Morin (427e)                     |                    |
|                    |                        |                                           |                    |
| Source : UCI       |                        |                                           |                    |

## Van Rysel-Roubaix en 2025
Effectif
| Effectif 2025            | Effectif 2025     | Effectif 2025 | Effectif 2025                           |
| Cycliste                 | Date de naissance | Pays          | Équipe précédente                       |
| ------------------------ | ----------------- | ------------- | --------------------------------------- |
| Rait Ärm                 | 31 mars 2000      | Estonie       | Équipe continentale Groupama-FDJ (2022) |
| Daniel Årnes             | 6 juin 2000       | Norvège       | Uno-X Mobility Development (2024)       |
| Kévin Avoine             | 14 novembre 1997  | France        | SCO Dijon (2023)                        |
| Rémi Capron              | 18 juin 2000      | France        | VC Villefranche Beaujolais (2023)       |
| Célestin Guillon         | 7 avril 1996      | France        | Laval Cyclisme 53 (2022)                |
| Maxime Jarnet            | 6 septembre 1998  | France        | VC Villefranche Beaujolais (2021)       |
| Maximilien Juillard      | 13 décembre 2001  | France        | VC Villefranche Beaujolais (2022)       |
| Kenny Molly              | 24 décembre 1996  | Belgique      | Bingoal Pauwels Sauces WB (2022)        |
| Emmanuel Morin           | 13 mars 1995      | France        | CIC U Nantes Atlantique (2023)          |
| Baptiste Planckaert      | 28 septembre 1988 | Belgique      | Intermarché-Wanty (2024)                |
| Valentin Tabellion       | 23 mars 1999      | France        | Vendée U Pays de la Loire (2020)        |
| Killian Théot            | 6 juin 1999       | France        | VC Rouen 76 (2024)                      |
|                          |                   |               |                                         |
| Source : ProCyclingStats |                   |               |                                         |

Victoires
| Victoires | Victoires | Victoires | Victoires | Victoires | Victoires |
| Date      | Course    | Pays      | Classe    | Vainqueur |           |
| --------- | --------- | --------- | --------- | --------- | --------- |

## Saisons précédentes
- Roubaix Lille Métropole en 2007
- Roubaix Lille Métropole en 2008
- Roubaix Lille Métropole en 2009
- Roubaix Lille Métropole en 2010
- Roubaix Lille Métropole en 2011
- Roubaix Lille Métropole en 2012
- Roubaix Lille Métropole en 2013
- Roubaix Lille Métropole en 2014
- Roubaix Lille Métropole en 2015
- Roubaix Métropole européenne de Lille en 2016
- Roubaix Lille Métropole en 2017
- Natura4Ever-Roubaix Lille Métropole en 2020